# Gerbillus brockmani
Gerbillus brockmani — вид піщанок, що поширена в основному в Сомалі і відома лише в типовому місці Бурао на півночі Сомалі.